# Lophotrichus ampullus
Lophotrichus ampullus är en svampart som beskrevs av R.K. Benj. 1949. Lophotrichus ampullus ingår i släktet Lophotrichus och familjen Microascaceae.   Inga underarter finns listade i Catalogue of Life.